# San Yang
Sanyang is een historisch merk van motorfietsen. Het merk werd gevoerd door Sanyang Motor Co. Ltd. in Taiwan. Deze fabriek werd opgericht in 1954, en bouwde vanaf 1962 talrijke Honda-modellen in licentie na. Tegenwoordig worden hier waarschijnlijk nog steeds motorfietsen geproduceerd, maar nu onder de naam SYM.